# 莊翠雲
莊翠雲（1957年8月16日—）是台灣女性行政官員，畢業於國立政治大學地政學系。1987年進入財政部國有財產局（今財政部國有財產署）歷經組長、主祕、南區辦事處、北區辦事處長、副局長及署長、財政部參事、財政部政務次長；2023年1月31日出任財政部部長，成為首位國產署背景出身的財政首長。